# Балаклава (Новий Південний Уельс)
Балаклава [ˈbæləˌklɑːvə] — північне село Південного нагір'я штату Новий Південний Уельс, Австралія, у графстві Вінгекаррібі.

## Опис
Балаклава була названа на честь Балаклави, населедного пункту, де під час Кримської війни відбулася знаменита Балаклавська битва.
Воно розташоване за 1 км на північний схід від Міттагонга. У селі є станція технічного обслуговування, нерухомість, дошкільний навчальний заклад, ясла, лікарський кабінет та антикварна крамниця. Воно розташоване у графстві Вінджкаррібі і часто вважається частиною Брамара разом із сусіднім Віллоу Вейл.

## Населення
За переписом 2021 року в Балаклаві проживало 574 особи. За даними перепису 2016 року, населення Балаклави становило 496 осіб.